# Episkopeió
Episkopeió är en ort i Cypern.   Den ligger i distriktet Eparchía Lefkosías, i den centrala delen av landet, 18 km sydväst om huvudstaden Nicosia. Episkopeió ligger 343 meter över havet och antalet invånare är 533. Den ligger på ön Cypern.
Terrängen runt Episkopeió är platt åt nordost, men åt sydväst är den kuperad.Trakten runt Episkopeió är ganska tätbefolkad, med 60 invånare per kvadratkilometer. Närmaste större samhälle är Nicosia, 18,2 km nordost om Episkopeió. Trakten runt Episkopeió är i huvudsak ett öppet busklandskap.
Årsmedeltemperaturen i trakten är 20 °C. Den varmaste månaden är juli, då medeltemperaturen är 33 °C, och den kallaste är januari, med 8 °C. Genomsnittlig årsnederbörd är 510 millimeter. Den regnigaste månaden är december, med i genomsnitt 112 mm nederbörd, och den torraste är augusti, med 1 mm nederbörd.